# Baikal-T1
Baikal-T1 — российский процессор семейства Baikal, созданный российской бесфабричной компанией Baikal Electronics с использованием двух 32-битных процессорных ядер P5600 архитектуры MIPS32 Release 5 компании Imagination Technologies. Предполагается, что на основе чипа будут создаваться различные сетевые устройства, например, беспроводные маршрутизаторы, домашние маршрутизаторы, устройства промышленной автоматизации.

## Описание
По заявлению технического директора Baikal Electronics, Baikal-T1 является первой в мире реализацией ядра MIPS Warrior P-Class P5600. Чип  разработан в России с использованием лицензируемого блока процессорного ядра от Imagination Technologies. Процессор изготовлен по техпроцессу 28 нм, имеет два процессорных ядра, работающих на частоте до 1,2 ГГц.

## История
В мае 2015 компания Baikal Electronics, основанная компанией «Т-Платформы», объявила о выпуске процессора Baikal-T1. Выпускается на Тайване на фабрике TSMC по техпроцессу 28 нм. Компания представила инженерные образцы процессора 26 мая 2015 года. Разработка реализована в том числе при поддержке Министерства промышленности и торговли РФ с привлечением средств Федеральной целевой программы «Развитие электронной компонентной базы и радиоэлектроники на 2008—2015 гг.» и Фонд инфраструктурных и образовательных программ (ФИОП) Роснано.
В августе 2015 года сообщалось об одобрении Экспертным советом Фонда развития промышленности при Минпромторге займа размером 500 миллионов рублей для финансирования массового выпуска Baikal-T1. По сообщению фонда, к 2020 году Байкал Электроникс планирует выпустить не менее 5 миллионов процессоров.
По сообщению от декабря 2015 года, начало промышленного производства процессора запланировано на первый квартал 2016 года, возможно, количество произведённых микросхем достигнет 100 тысяч. Стоимость процессора составит 60 долларов США в партиях от 100 штук.
Летом 2018 года процессоры «Байкал-T1» поступили в свободную продажу.
24.11.2021 заместитель генерального директора ОАО «РЖД» Евгений Чаркин озвучил: «Согласно плану гарантированных закупок российской гражданской микроэлектронной продукции на среднесрочную перспективу мы реализуем программу по приобретению и установке до 60 тысяч ПК на базе процессоров «Байкал» и «Эльбрус» в период с 2021 по 2024 годы». Он отметил, что реализация этого проекта не потребует государственных субсидий, в то же время сроки поставки оборудования зависят от возможностей производителей. 

## Применение
- Первым продуктом, построенным на «Байкал-Т1», стала российская система управления станками с ЧПУ «Ресурс-30»[14].

- Анонсирован АРМ «Таволга Терминал TP-T22BT» компании «Т-Платформы», основанное на процессоре «Байкал-Т1».

- На выставке «Импортозамещение-2016» компания «Сервисные системы» представила макет принтера (МФУ)[15] на процессоре «Байкал-Т1».

- В 2017 году компания Fastwel представила два процессорных модуля CPC313 (формат StackPC) и CPC516 (формата CPCI-S) для промышленного применения на процессоре «Байкал-Т1».
- Таволга ТB С24 Моноблок. Российский двухконтурный защищенный комплекс, построенный на «Байкал-Т1» с возможностью мгновенного переключения между контурами.
- Промышленный логический контроллер КАМ200-15, выполненный на базе российского процессора. Контроллер предназначен для локального сбора информации с различного оборудования и передачи информации на сервер сбора данных.
- Системная плата ВM3BT1 позволяет создавать максимально экономичные решения в компактных корпусах.
- Процессорный модуль MSBT2 предназначен для разработчиков различных устройств на процессоре «Байкал-Т1».
- Таволга Терминал 2ВТ1. Линейка компьютеров в форм-факторе компактного десктопа (Mini ITX) для создания автоматизированных рабочих мест на базе самых современных российский процессоров «Байкал-Т1».
- Промышленный модуль MR-BT1 позволяет использовать его в качестве основы устройств, эксплуатируемых в жестких условиях и имеющих повышенные требования к защищённости.
- В 2019 году компания NSG представила универсальный маршрутизатор NSG-3060 на базе процессора «Байкал-Т1», сделав еще один шаг к практическому импортозамещению.
- 6 апреля 2022 года Ростех представил линейку отечественных маршрутизаторов на базе российского процессора Baikal-T (BE-T1000) с защитой от хакерских атак.

## Технические характеристики
| Тактовая частота                  | до 1200 МГц |
| Число ядер                        | 2 |
| Кэш-память 2-го уровня            | 1 МБ |
| Энергопотребление                 | 5 Вт |
| Техпроцесс                        | 28 нм |
| Процессорное ядро                 | MIPS32 P5600 Warrior |
| Интерфейсы                        | 1 порт 10 Gb Ethernet (BASE KR/KX4), 2 порта 1 Gb Ethernet (RGMII), контроллер PCIe Gen.3 x4, 2 порта SATA 3.0, USB 2.0, DDR3-1600 (32 бита + ECC), GPIO, UART, SPI, I2C |
| Разъём                            | HFC-BGA 576 |
| Размеры корпуса                   | 25x25 мм |
| Год начала массового производства | 2016 |